# Egon VIII de Fürstenberg-Heiligenberg
Egon VIII de Fürstenberg-Heiligenberg (Ernst Egon; 21 de marzo de 1588 en Speyer-24 de agosto de 1635 en Constanza) fue un Conde Imperial de Fürstenberg-Heiligenberg (1618-1635) y mariscal de campo bávaro, y un importante líder militar en la guerra de los Treinta Años.

## Biografía
Egon provenía de la casa noble de Fürstenberg. Su padre era Federico IV de Fürstenberg (1563-1617), y su madre era Isabel de Sulz (1562/63-1601).
Presumiblemente el tercer hijo varón de la pareja, Egon asumió varios puestos en la iglesia. Fue corepíscopo de Magdeburgo y Estrasburgo, tesorero y prebendado, Preboste de San Gereón en Colonia y del Archiduque Leopoldo, Obispo de Passau y Estraburgo, Consejero y el gobernador en el distrito autónomo de la Catedral de Rouffach.
Por patente real de 9 de septiembre de 1619, fue hecho señor de la guerra de la Liga Católica durante la guerra de los Treinta Años. En 1631, Egon de Fürstenberg hizo cumplir el Edicto de Restitución en Franconia y Wurtemberg. Junto a Johann von Aldringen, hizo la guerra en Wurtemberg después de la Paz de Cherasco, que obligó al Duque de Wurtemberg a someterse al emperador y a distanciarse de las decisiones de la convención de Leipzig. El 14 de septiembre de 1631, durante el sitio de Leipzig, comandó el ala derecha de las tropas imperiales lideradas por el General Tilly.

## Matrimonio e hijos
Egon se casó con Ana María de Hohenzollern-Hechingen (1605-1652), la hija de Jorge de Hohenzollern-Hechingen. Tuvieron siete hijos y cuatro hijas:
- Leonor (n. 1620; murió en la infancia).
- Isabel (1621-1662), casada con el Conde Fernando de Lynden y Reckheim.
- Fernando Federico Egon (1623-1662), Reichshofrat Imperial y coronel.
- Leopoldo Luis Egon (1624-1639), murió antes de lo 15 años en Dietenhofen en el servicio imperial.
- Francisco Egon (1626-1682), obispo de Estrasburgo.
- Herman Egon (1627-1674), Príncipe de Fürstenberg-Heiligenberg desde 1664.
- Juan Egon (1628-1629).
- Guillermo Egon (1629-1704), obispo de Estrasburgo como sucesor de su hermano Francisco Egon.
- Ernesto Egon (1631-1652 en la batalla de Etampes).
- María Francisca (1633-1702), casada con el Conde Palatino Wolfgang Guillermo de Neoburgo, y tras la muerte de este con el Margrave Leopoldo Guillermo de Baden-Baden.
- Ana María (1634-1705), casada con el Conde Fernando Carlos de Löwenstein-Wertheim-Rochefort.